# Tăng Triệu
Tăng Triệu (zh. sēngzhào 僧肇, ja. sōjō), 374 hoặc 378-414, là một Cao tăng của Tam luận tông, một dạng Trung quán tông truyền từ Ấn Độ qua Trung Quốc. Có thể nói rằng, Sư là luận sư xuất sắc nhất của Trung Quốc ở đầu thế kỉ thứ năm và cũng là người đầu tiên trong Phật giáo Trung Quốc nắm vững và trình bày hoàn hảo giáo lý tính Không của Long Thụ. Tác phẩm nổi tiếng nhất của Sư là Triệu luận (zh. 肇論) và Bảo tạng luận (寶 藏 論). Sư cũng soạn bài tựa cho kinh Duy-ma-cật sở thuyết, bài tựa cho kinh Trường A-hàm và bài tựa cho Bách luận.

## Cơ duyên
Sư là người Kinh Triệu, xuất thân từ một gia đình nghèo. Sư có nghề viết mướn nên có điều kiện đọc rất nhiều sách và rất chú tâm đến các lời dạy của hai vị Lão Tử, Trang Tử. Sau khi nghiên cứu kĩ quyển Đạo đức kinh của Lão Tử, Sư tự than: "Hay thì hay lắm nhưng còn trụ nơi hư vô, chưa đến chỗ tột cùng." Sau khi đọc được kinh Duy-ma-cật sở thuyết (sa. vimalakīrtinirdeśa-sūtra) – bản dịch của Cưu-ma-la-thập (sa. kumārajīva) – Sư vui mừng nói: "Nay mới biết được chỗ về!"
Sư nhân đây phát tâm xuất gia, trở thành tăng sĩ và đến với Cưu-ma-la-thập tại Cô Tàng, xin được theo học ý chỉ. Sau khi Cưu-ma-la-thập dời về Trường An, Sư cũng theo thầy về đó để phụ giúp trong việc dịch thuật. Nơi Cưu-ma-la-thập, Sư ngộ được giáo lý Trung đạo, giáo lý tính Không của Long Thụ. 

## Tác phẩm và tư tưởng
Sư nổi tiếng với tính cách của một tư tưởng gia và văn sĩ là nhờ bốn quyển sách, gọi chung lại là Triệu luận (zh.肇論), bao gồm: 
1. Bát-nhã vô tri luận (zh. 般若無知論),
2. Bất chân không luận (zh. 不真空論),
3. Vật bất thiên luận (zh. 物不遷論) và
4. Niết-bàn vô danh luận (zh. 涅槃無名論).

Trong các bài luận này, Sư nêu tính thống nhất của tương đối và tuyệt đối, của hiện tượng và bản thể, chúng vừa không rời nhau, vừa đối nghịch nhau. Tác phẩm của Sư hết sức uyên bác và có trình độ văn chương cao, là những tổng hợp thật sự của tư tưởng Trung Quốc và Ấn Độ. Sau khi đọc luận Bát-nhã vô tri, Cưu-ma-la-thập bảo Sư: "Kiến giải ta không hơn ông, vậy nên kính trọng nhau vậy." Khi bài luận này đến tay Huệ Viễn – Khai tổ của Tịnh độ tông – Huệ Viễn chỉ biết thốt lên: "Chưa từng có!"
Trong luận Vật bất thiên, Tăng Triệu quan niệm rằng, tính "bất biến" của sự vật được biểu lộ bằng: Cái đã qua không hề "bất động" và đồng nhất với cái đang là, đồng thời, cái đã qua cũng chẳng vận động để trở thành cái đang là. Theo Sư, vừa không có động cũng chẳng có bất động. Sư viết như sau (bản dịch của Thích Duy Lực): 
"… Thật đáng thương xót! Đã biết vật xưa chẳng đến mà lại nói vật nay có đi; vật xưa đã chẳng đến mà vật nay làm sao đi được? Tại sao? Tìm vật xưa nơi xưa, xưa chưa từng không; tìm vật xưa nơi nay, nay chưa từng có. Nay chưa từng có thì rõ ràng không đến; xưa chưa từng không, nên biết vật chẳng đi…"
Sư nhấn mạnh rằng, Thánh nhân lúc nào cũng sống trong thật tại, hiện tại, sống theo nhịp sống của thời gian nên chính vì vậy, họ thoát khỏi vòng ảnh hưởng, trói buộc của thời gian, ở ngay trong thiên hình vạn trạng mà không bị chúng lay động, ở ngay trong động mà không thấy nó động. Việc gì có giá trị cho hiện tại thì nó chỉ có giá trị cho hiện tại, việc gì có giá trị cho ngày hôm qua thì nó chỉ có giá trị cho ngày hôm qua. Người ta không nên so sánh phân biệt những gì đã xảy ra với những việc đang xảy ra hoặc sẽ xảy ra. Trong trường hợp này, người châu Âu thường sử dụng một câu rất hay là "Đó chỉ là tuyết của ngày hôm qua" (bởi vì hôm nay tuyết đã tan và trở về với mây khói). Để nhấn mạnh điều này, Sư dẫn một ví dụ của một nhân vật xưa tên Phạn Chí. Phạn Chí tuổi trẻ xuất gia, đến lúc đầu bạc trở về thì các người láng giềng trầm trồ: "Người xưa còn sống sao?" Phạn Chí đáp: "Tôi giống người xưa mà chẳng phải người xưa ấy." Hàng xóm nghe không hội cho rằng ông nói sai.
Về tính Không (sa. śūnyatā), Sư cho rằng sự vật vừa tồn tại vừa không tồn tại: tất cả đều phụ thuộc lẫn nhau, một khi nguyên nhân của sự vật mất đi thì sự vật cũng hết tồn tại. Đối với Sư, trình hiện tồn tại tương tự như một hình ảnh ảo thuật, hình ảnh đó không thật, nhưng có trình hiện tồn tại – trên bình diện ảo thuật – cho nên cũng không thể nói nó không tồn tại.
Trong luận Bát-nhã vô tri – luận quan trọng nhất trong bốn bộ luận – Sư cho rằng Bát-nhã là loại trí mà trong đó, cái tuyệt đối chính là đối tượng nhận thức. Nhưng, cái tuyệt đối lại trống rỗng và phi tính chất nên cái tuyệt đối không thể trở thành đối tượng nhận thức. Thế nhưng, cái tuyệt đối đó lại là bản thể của mọi sự vật. Vì vậy, một Thánh nhân vừa an trụ trong Không tính và Vô vi, nhưng vừa lại nằm trong lĩnh vực của hành động (Bất hành nhi hành). Nguyên văn:
"Lại sự chiếu dụng của Bát nhã không cần tác ý cho nên chân tâm của bậc thánh nếu trống rỗng trong sạch được chừng nào thì sự chiếu dụng đầy đủ chừng ấy, do đó suốt ngày tri (biết) mà chưa từng tri vậy. Thật lý chứng bên trong, ánh sáng tiềm ẩn mà quyền trí luôn luôn hiện ra sự ứng cơ hoá độ bên ngoài. Vì vô tri nên tâm được trống rỗng, tự nhiên đạt đến chiếu soi nhiệm mầu, lấp bít tâm trí thông minh mà sự độc giác lại âm thầm cùng khắp, thành ra chẳng có chỗ bất tri là nghĩa đây vậy."
Triệu luận đã có ảnh hưởng rất nhiều trong nền Phật giáo Trung Quốc, ngay cả Thiền tông, một môn phái không chú trọng nhiều đến văn tự. Tương truyền rằng, khi đọc luận Niết-bàn vô danh – đến chỗ "Bậc chí nhân trống rỗng vô hình mà vạn vật đều do tâm tạo. Ngộ được vạn vật đều quy về tự kỉ, ấy chỉ có bậc Thánh mới chứng được", Thiền sư Thạch Đầu Hi Thiên bỗng nhiên có ngộ nhập, cao hứng tự vỗ bàn nói to: "Thánh nhân chẳng có cái ta (ngã) bởi vì tất cả chính là ta. Còn gì để mà phân biệt ta và người!" Thiền sư Pháp Nhãn Văn Ích cũng đã nghiên cứu kĩ bộ luận này trước khi đến và ngộ chân lý nơi La-hán Quế Sâm.
Với Tăng Triệu, Đại thừa hệ phái Trung quán đã đứng vững và đã mang một sắc thái riêng biệt của Trung Quốc – nhưng hoàn toàn không kém đẳng cấp cũ tại Ấn Độ với những Đại luận sư như Long Thụ, Thánh Thiên và Phật Hộ.

## Thị tịch
Sau này pháp sư Tăng Triệu bị nạn Tần chúa. Khi đưa ra xử chết, sư nói kệ rằng:
Tứ đại vốn không chủ,
Ngũ ấm cũng là không
Đưa đầu nhận kiếm bén
Do như chém xuân phong
Qua đó cho thấy tinh thần an nhiên bất động của người tu hành đạt đạo trong biển sinh tử không còn vướng mắc vào đau khổ, trầm luân. Hoàn toàn tự tại giải thoát.